# Igor Savotchkine
Igor Iouriévitch Savotchkine (en russe : Игорь Юрьевич Савочкин) est un acteur russe, né le 14 mai 1963 à Beriozovka et mort le 17 novembre 2021.

## Biographie
Igor Savotchkine naît le 14 mai 1963 au village de Beriozovka, dans l'oblast de Saratov.
Il détient un diplôme de mécanicien agricole de l'Université agraire d'État de la ville de Saratov. Il a une première formation théâtrale sous la direction de Vladimir Zakharovitch Fedosseïev.
En 1991, il obtient le diplôme du Conservatoire de l'Institut théâtral d'État de la ville de Saratov, institut Leonid Vitalievitch Sobinov. Il suivait notamment les enseignements des professeurs Rimma Ivanovna Beliakova et Gueorgui Petrovitch Bannikov.
Il s'installe à Moscou où il joue au théâtre Sur les planches, dont le propriétaire est le metteur en scène Sergueï Erwandovitch Kourguinian. Il joue aussi au Théâtre sur le manteau de Sergueï Artsybacheva. Il est également animateur à la radio moscovite Nostalgie.
Il a collaboré avec le réalisateur Boris Leïbovitch Blank, interprétant un petit rôle dans le film Si nous savions.
Igor travaille maintenant pour la société de production du réalisateur Timur Bekmambetov, avec lequel il a collaboré à de nombreux projets, comme Night Watch, Day Watch, L'Ironie du sort. Suite ou encore L'Éclair noir.
Le 29 septembre 2009, au cinéma Arc-en-ciel de la ville de Belgorod, Igor présente aux écoliers le film Le Chiot qui reçut de nombreux prix lors de festivals pour la jeunesse[réf. nécessaire].

## Filmographie
- 1993 : Si nous savions... (ru) de Boris Blanc (ru) : Protopopov
- 2004 : Night Watch de Timour Bekmambetov : Maxim Ivanovitch
- 2006 : Day Watch de Timour Bekmambetov : Maxim Ivanovitch
- 2007 : L'Ironie du sort. Suite de Timour Bekmambetov : Nikolaï
- 2008 : L'Amiral d'Andreï Kravtchouk : Sergueï Wojciechowski
- 2009 : L'Éclair noir de Aleksandr Voytinskiy : Boris Ivanovitch
- 2011 : Cinq fiancées (ru) de Karen Oganessian : Andreï
- 2011 : La Maison d'Oleg Pogodine : Dmitri Chamanov
- 2018 : : Papers, please (court-métrage) de Liliya Tkach et Nikita Ordynskiy : l'inspecteur des douanes
- 2018 : L'homme qui a surpris tout le monde (Человек, который удивил всех) de Natalia Merkoulova et Alexeï Tchoupov : Fedor
- 2021 : La Fuite du capitaine Volkonogov de Natalia Merkoulova et Alexeï Tchoupov : Oncle Micha